# کونگ‌فو
کونگ‌فو، به‌عنوان یکی از کهن‌ترین و ژرف‌ترین هنرهای رزمی، نه‌تنها روشی برای دفاع از خود، بلکه نظامی جامع برای پرورش جسم و روح محسوب می‌شود. این هنر، که ریشه در فلسفه‌های شرقی و آموزه‌های بودایی و تائویی دارد، فراتر از حرکات جسمانی، به‌عنوان راهی برای رسیدن به تعادل درونی و انضباط ذهنی شناخته می‌شود. تاریخچه‌ی آن به هزاران سال پیش بازمی‌گردد و در طول قرن‌ها، با تأثیرپذیری از فرهنگ‌ها و مکاتب مختلف، به شکلی پیچیده و چندبعدی تکامل یافته است.  

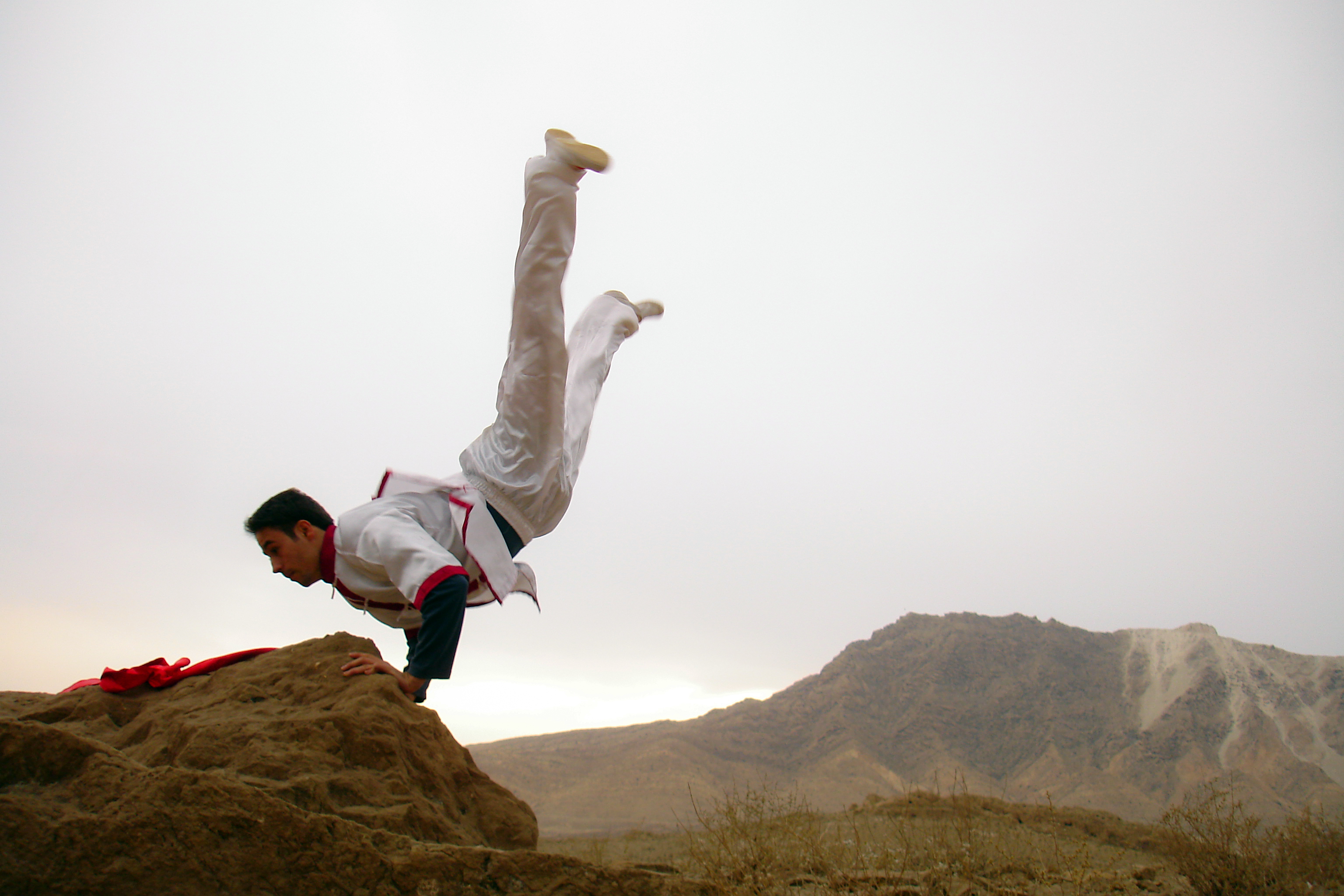

از منظر علوم ورزشی، کونگ‌فو ترکیبی منحصربه‌فرد از قدرت، انعطاف‌پذیری، سرعت و استقامت است که با تمرین‌های فنیِ دقیق، توانایی‌های حرکتی و شناختی را به‌طور همزمان تقویت می‌کند. تحقیقات نشان داده‌اند که تمرین منظم این هنر رزمی می‌تواند فوایدی من‌جمله کاهش استرس داشته باشد. همچنین، به‌دلیل تنوع سبک‌ها—از جمله «شائولین»، «وینگ‌چون» و «تای‌چی»—کاربردهای آن از مبارزه‌ی تن‌به‌تن تا تمرین‌های درمانی گسترده است.  

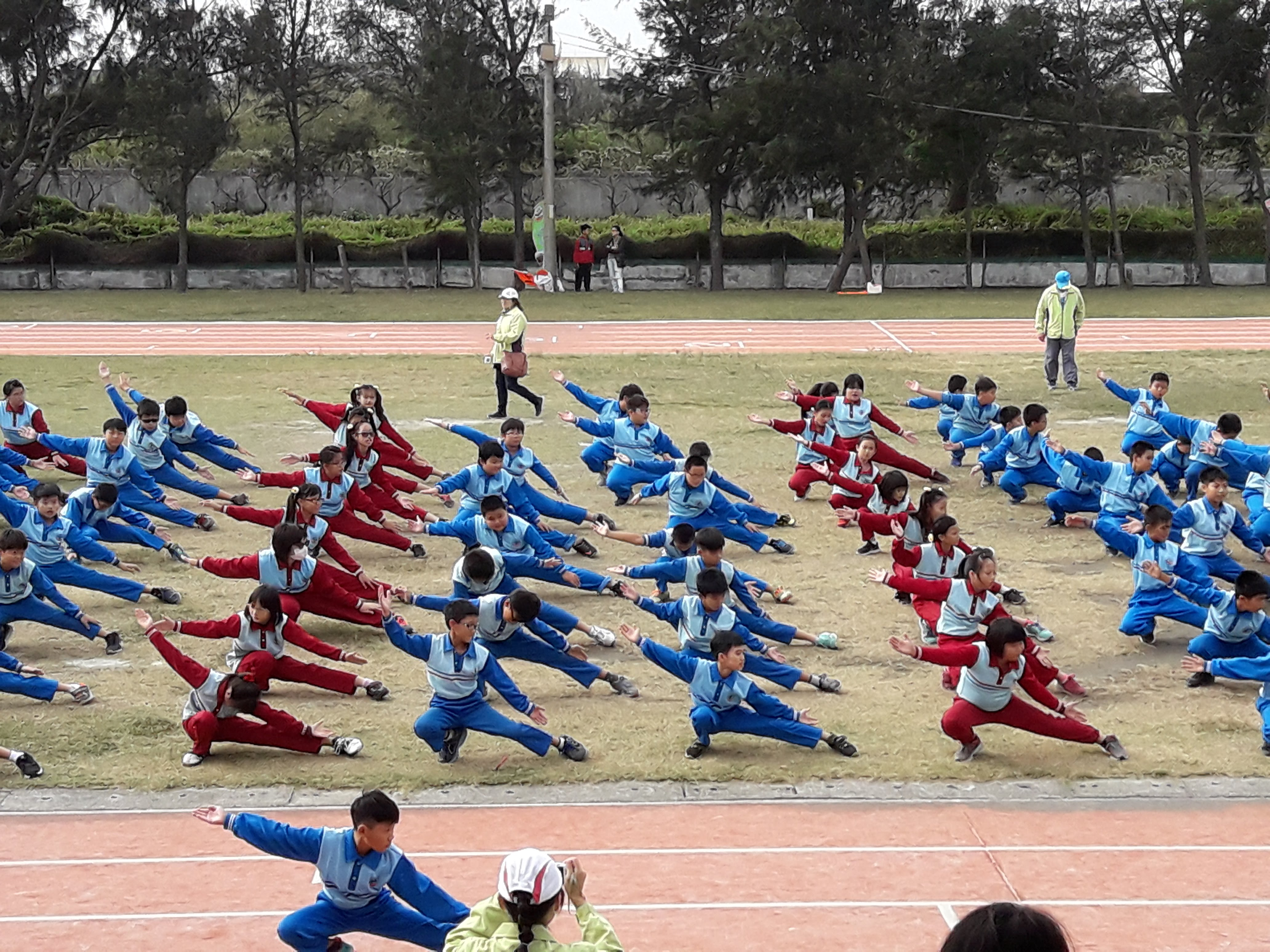

نکته‌ی حائز اهمیت، تأثیر کونگ‌فو بر رشد شخصیتی و روان‌شناختی افراد است. این هنر، با تأکید بر اصولی چون احترام، صبر و پشتکار، به تمرین‌کنندگان می‌آموزد که چگونه چالش‌های زندگی را با آرامش و تدبیر پشت‌سر بگذارند. مطالعات روان‌شناسی ورزشی نیز تأیید می‌کنند که چنین تمرین‌هایی می‌توانند به افزایش اعتمادبه‌نفس و کاهش پرخاشگری منجر شوند.

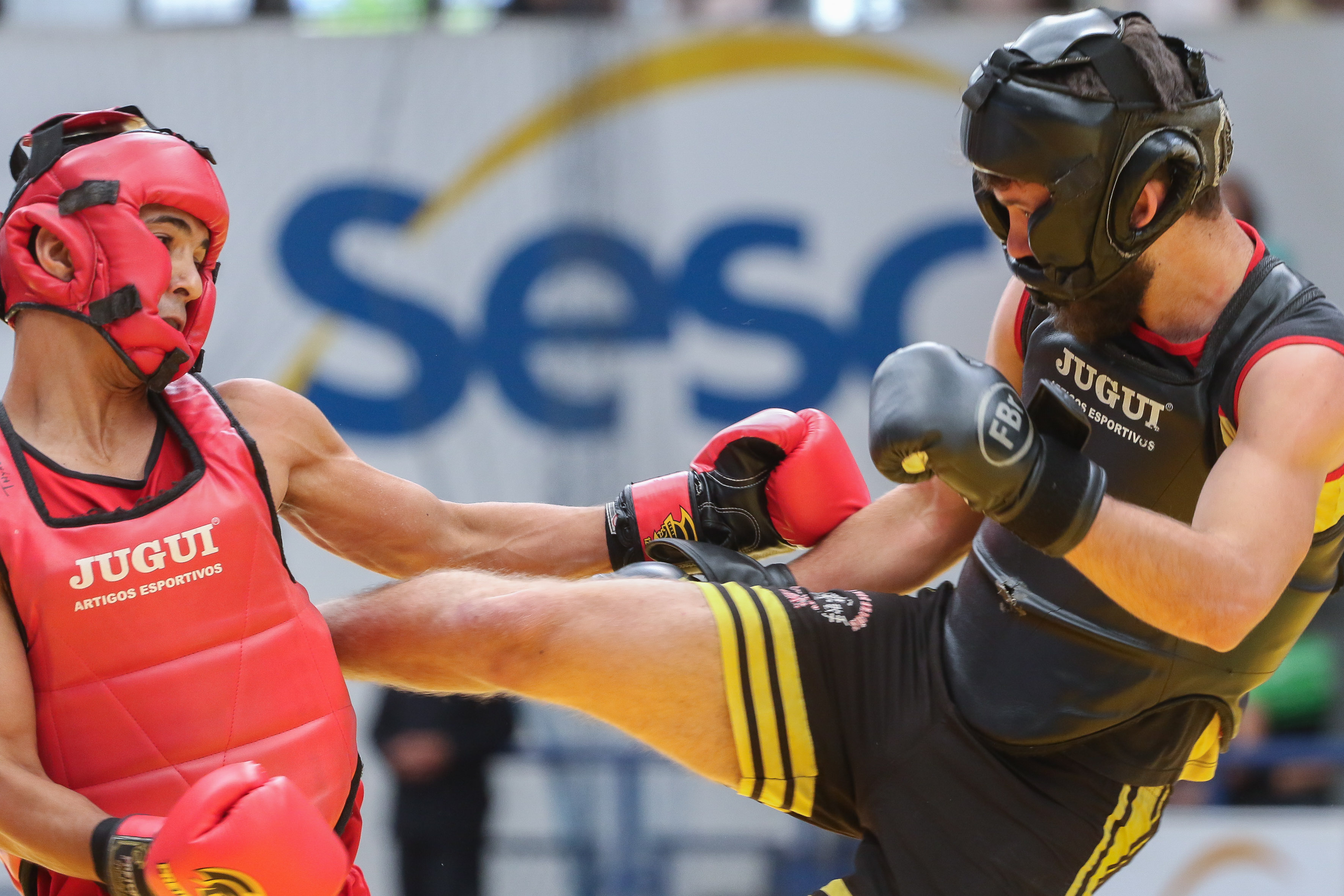
دو ووشوکار در حال مبارزه

در دنیای معاصر، کونگ‌فو از مرزهای یک هنر رزمی سنتی فراتر رفته و به‌عنوان پدیده‌ای جهانی، هم در عرصه‌ی مسابقات ورزشی و هم در صنعت سرگرمی جایگاه ویژه‌ای یافته است. با‌این‌حال، هسته‌ی اصلی آن—یعنی تلفیق ذهن و بدن—همچنان حفظ شده و به‌عنوان میراثی فرهنگی به نسل‌های بعدی انتقال می‌یابد.

## تعریف و تاریخچه
کونگ‌فو (به چینی: 功夫) یک اصطلاح مشهور چینی است که به معنای مهارت است و برای ماهر بودن در یک کاری استفاده می‌شود. در زنجیره‌ای به هر مطالعه، یادگیری یا تمرین مربوط به صبر، انرژی و زمان برای اتمام اشاره دارد. از طریق سخت کوشی و گرانبها بودن هنرهای رزمی لزوما چینی هنرهای رزمی فانی چین محسوب می‌شود. معنای اصلی کونگ‌فو در زبان چینی تا حدی از آنچه که این روزها از این لغت برداشت می‌شود، متفاوت است.

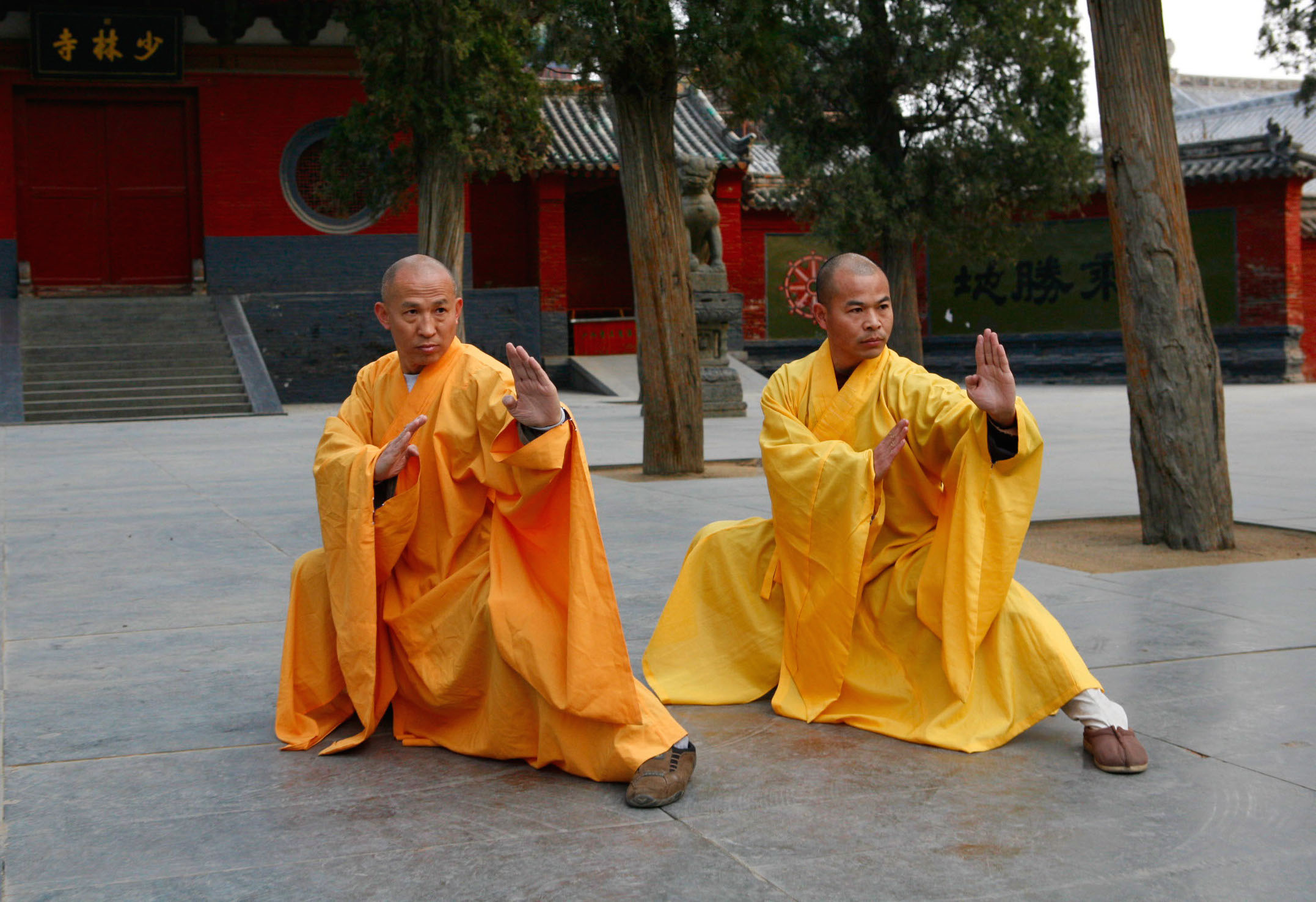
دو راهب بودایی در حال تمرین کونگ فو (ووشو)

کونگ‌فو در واقع به رشته خاصی اشاره ندارد بلکه به تمامی هنرهای رزمی چینی که از گذشته‌های دور در سراسر این سرزمین رواج داشته، برمی‌گردد. در هر یک از نقاط چین، استادان کونگ‌فو شیوه خاصی از مبارزه را به شاگردان خود آموزش می‌دادند و این مهارت‌ها از نسلی به نسل دیگر منتقل می‌شد ولی به خاطر قانون منع آموزش کونگ‌فو به افراد غیر چینی، هنرهای رزمی چین در طی سال‌ها ناشناخته باقی ماند که در اواسط قرن بیستم این قانون توسط بروس‌ لی نادیده گرفته‌شد و او شروع به آموزش کونگ‌فو به افراد خارجی نمود و استادان چینی از این کار بروس‌ لی به شدت ناخشنود بودند و برای مجازات بروسلی، فردی به نام وانگ جک من را که در هنرهای رزمی سنتی چینی استاد بود به مبارزه او فرستادند که ملاقات و مبارزه این دو باعث شود استادان چینی، بروس لی را از اینکه کونگ‌فو را دست مایه نمایش‌های تلویزیونی کند و مباحث اخلاقی آن را قربانی حرکات مرگبار و مبارزه نماید منصرف نمایند. که در نهایت بروس لی در این مبارزه پیروز میشود. حتی قبل از آن استادان چینی حاضر به آموزش به بروس لی نبودند زیرا او از مادری غیر چینی بود تا اینکه ییپ من، استاد بزرگ سبک وینگ چون شخصا بروس را آموزش داد. بروس لی بعد‌ها در آمریکا به آموزش سبک جان‌فان‌ کونگ فو که بعد ها بنیان‌های سبک جیت کان دو شدند، پرداخت. در واقع کونگ‌فو فقط برای چینی‌ها یک شیوه مبارزه نبود، بلکه آنان کونگ‌فو را نمادی از هویت و آداب رسوم خود می‌دانستند. کونگ‌فو در چین دارای شاخه‌های شمالی و جنوبی است که رشته‌های شمالی در مناطق شمالی و رشته جنوبی بیشتر در مناطق جنوبی چین رواج دارند، سبک‌های شمالی نیازمند بدنی نرم و انعطاف‌پذیر برای حرکت‌های سریع و ضربات پرشی و برق‌آسا به حریف هستند و رشته‌های جنوبی، نیازمند بدنی پر از عضله و نیرومند برای ضربات مرگبار به حریف می‌باشند. چانگ چوان، نانچوان و خوانچوان جزو سبک‌های شمالی و وینگ چون، چوی لی فوت، هونگ جیا و درنای سفید جزو سبک‌های جنوبی کونگ‌فو می‌باشد. کونگ‌فو دارای سبک‌هایی نیز می‌باشد که از قدرت درون و نیروی درونی برای مبارزه استفده می‌کند مانند: تای چی چوان، باگوآژانگ، می‌شیجی چوان و... .  بیشتر رشته‌های کونگ‌فو حرکات خود را از روی جانوران تقلید می‌کنند مانند (کونگ فو پنج حیوان) که روش‌های مبارزه جانورانی مانند: اژدها، مار، میمون، ببر، آخوندک و لک‌لک (دُرنا) را تقلید می‌کنند. کونگ‌فوکاران از قدرت انگشتان و سرپنجه‌ها نیز در مبارزه بهره می‌گیرند. امروزه جیت کان دو یکی از رشته‌های مدرن و ترکیبی کونگ فو می‌باشد که توسط بروس لی پایه‌گذاری شده است.

## واژه‌شناسی
واژه کونگ‌فو از دو بخش «کونگ» (چینی: 功) به معنای کار، فعالیت، شایستگی یا دستاورد و «فو» (چینی: 夫) تشکیل می‌شود. «فو» در زبان چینی هم به معنی انسان است و هم پسوندی با معانی بسیار مختلف. اگر فو را در معنای اول آن در نظر بگیریم معنی کونگ‌فو چیزی شبیه به «دستاورد انسان» خواهد بود و اگر آن را پسوند بدانیم معنای آن «فعالیت و تلاشی که با صرف زمان و انرژی قابل توجه به دست می‌آید» خواهد بود.
به این ترتیب «تمرین کونگ‌فو» در اصل به معنی تمرین یک رشته رزمی نبوده‌است بلکه به فرایند کلی تمرینات بدنی و ذهنی یک شخص و آموزش‌ها و تکامل مهارت‌های او اشاره داشته‌است. حالا این مهارت ممکن است در زمینه یک هنر رزمی باشد یا هر مهارت دیگری در رشته‌های هنری، علمی و فنی مختلف.

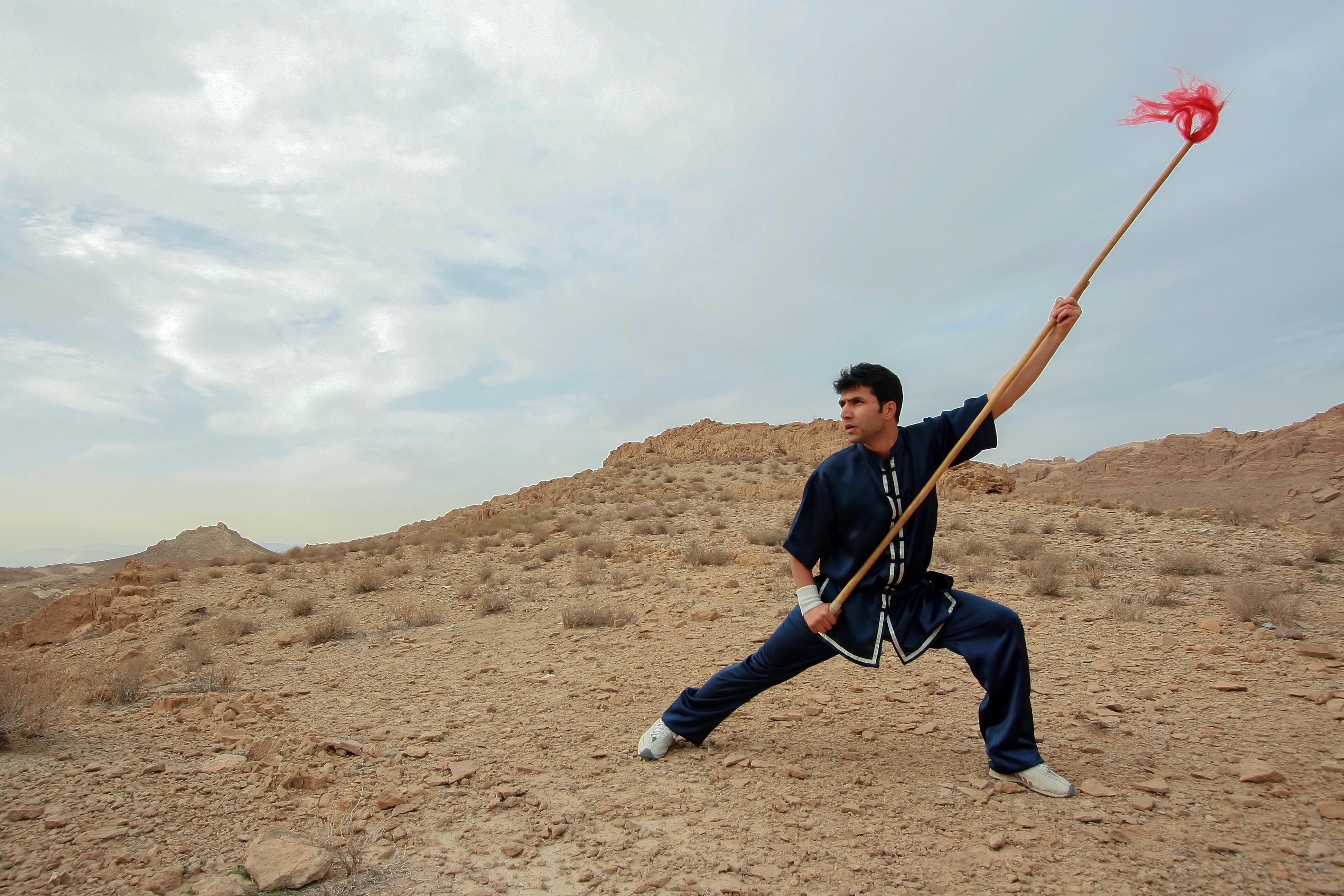
شخصی در حال اجرای فرم‌های تالو با نیزه، ایران، بهمن ماه ۱۳۸۵

کونگ‌فو در کشور چین با دو اسم شناخته می‌شود: در جنوب این کشور که زبان کانتونی موجود است این رشته را همان کونگ‌فو می‌نامند. اما در شمال کشور چین که زبان مندرین رواج دارد این رشته با نام ووشو شناخته می‌شود.  کونگ‌فو یا ووشو دارای بیش از ۳۰۰ سبک اصلی و حدود ۱۰۰۰ سبک فرعی می‌باشد که از معروف‌ترین آن‌ها می‌توان به سبک‌های چانگ چوان، نان چوان، تای چی چوان و وینگ‌چون اشاره داشت. همه این سبک‌ها در دو بخش تالو و ساندا برگزار می‌شوند. ساندا یک نوع مبارزه فول‌کنتاکت است که اوایل سده‌ بیستم با بهره‌گیری از تکنیک‌های مقدماتی کونگ‌فوی سنتی پایه‌گذاری شد و در مسابقات پیشرفته‌تر آن (سانداوانگ) ضربات آرنج و زانو نیز در آن  گنجانده شده‌است. تالو به معنای فرم است، و هنرجویان به اجرای فرم در این بخش می‌پردازند. هر چهار سال یک بار مسابقات جهانی کونگ‌فو نیز زیر نظر فدراسیون بین‌المللی ووشو و در قالب ووشو سنتی برگزار می‌شود. اصطلاح ووشو به معنای هنر جنگیدن است.
1. 1 2  «Mental Benefits of Martial Arts» [فواید روان‌محور هنرهای رزمی]. WebMD. دریافت‌شده در ۳ ژوئیه ۲۰۲۵(این مطلب در تاریخ ۲۵ فوریه ۲۰۲۴ توسط Dan Brennan بازبینی پزشکی شده است.)